# Намиб
Пустиња Намиб је велика пустиња у југозападној Африци. Име „Намиб“ на нама језику значи „огромно“ и заиста пустиња заузима подручје од око 50.000 km²), пружајући се неких 1.600 km дуж Атлантског океана обалом Намибије (држава Намибија је добила име по пустињи). Од истока на запад њена ширина варира између 50-160 km.
Ово подручје се сматра најстаријом пустињом на свету, која је овакве сушне и полу-сушне услове имала бар 80 милиона година. Њену неплодност изазива оштар суви ваздух кога расхлађује хладна Бенгуелска струја која тече дуж обале. Пустиња има мање од 10 mm кише годишње и готово је у потпуности неплодна. 
Иако је пустиња готово ненастањена и неприступачна, постоје повремена насеља у Sesriem-у, близу познатог Sossusvlei-а и велике групе пешчаних дина које су, са висином до 340 m, највише пешчане дине на свету. Приступ пустињи могућ је лаганим авионима из Виндхука, (главног града Намибије, око 480 km источно од центра пустиње), из Свакопмунда и Валвис Беја, на северном крају пустиње, или копном макадам путевима.
Међусобно дејство влажног ваздуха с мора и сувог ваздуха из пустиње изазива огромне магле и јака струјања, која наводе морнаре да залутају. Заједно са Обалом скелета даље на север, Намиб је познат као место многих бродолома. Неки од потопљених бродова могу се наћи и по 50 m дубоко на обали, јер пустиња лагано клизи према мору, заузимајући лагано море.
Велики број необичних врста биљака и животиња може се наћи само у овој пустињи.
Намиб је важна локације за ископавања волфрама, соли и дијаманата.